# 치마저고리

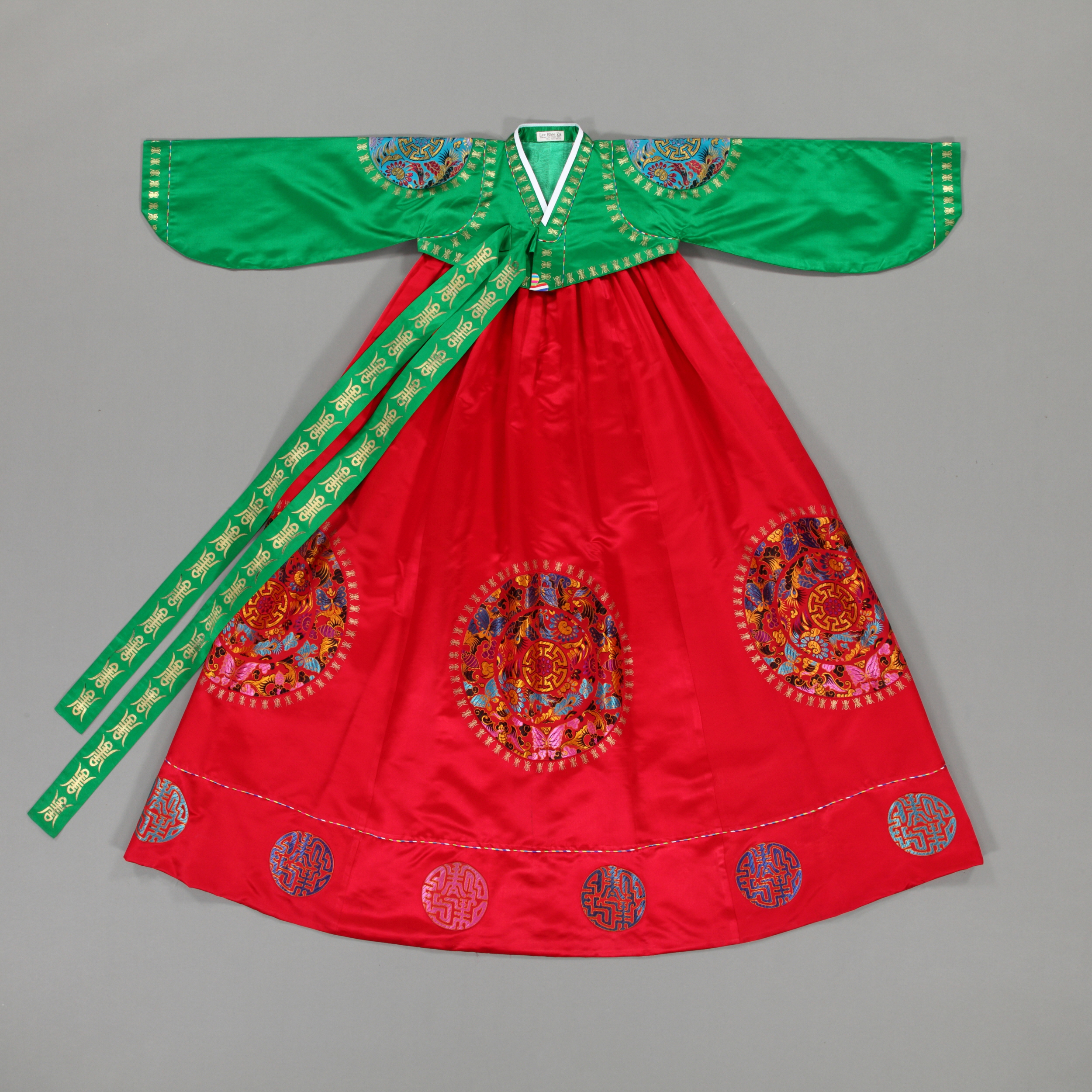
치마저고리

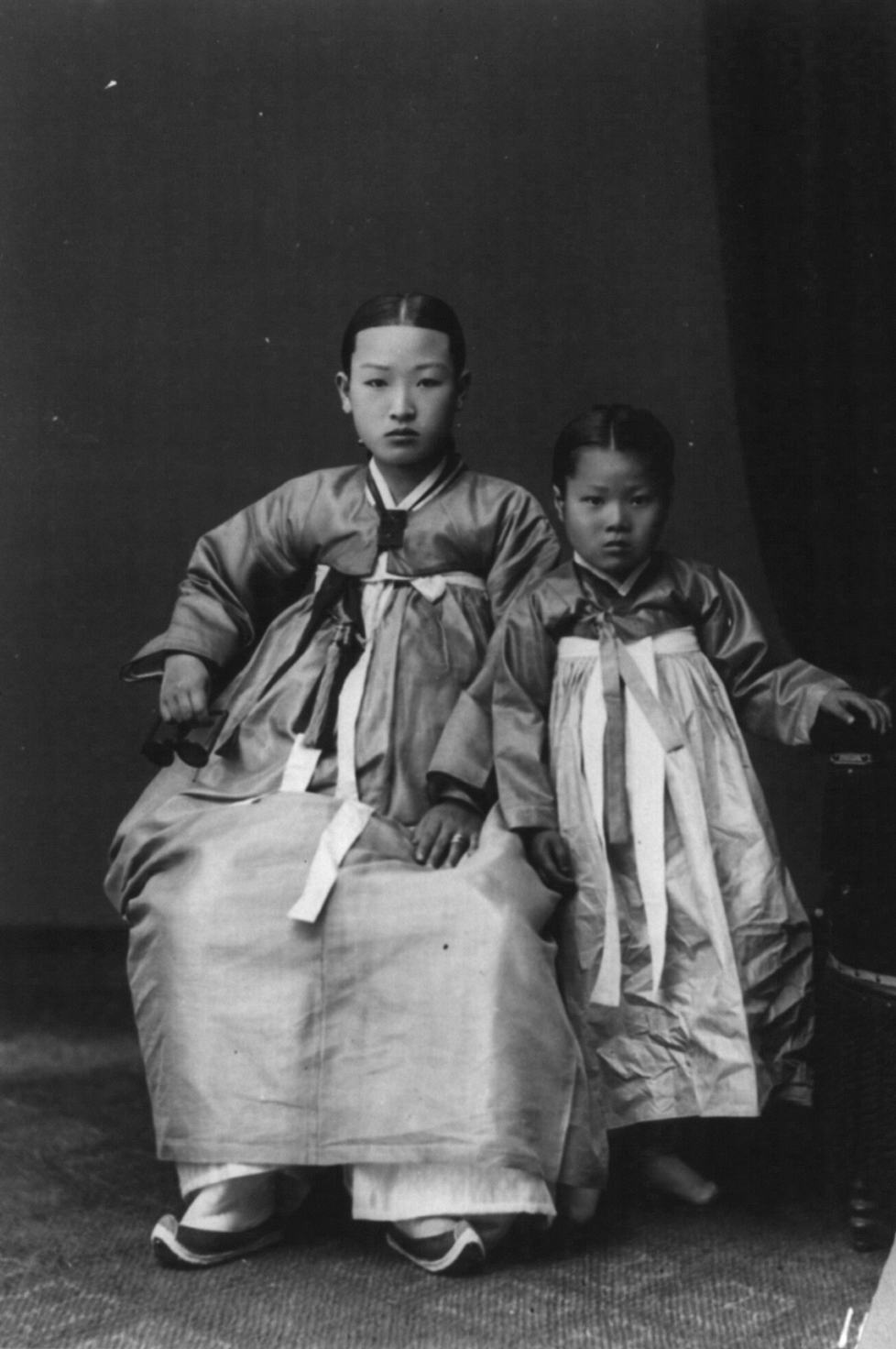
치마저고리를 입은 모녀(1910년대)

치마저고리는 여자 한복의 치마와 저고리를 뭉뚱그려서 부르는 말이다. 남자가 입는 바지저고리는 바지와 저고리로 구성되어 있다.
치마는 한 장의 천으로 된 스커트 모양의 아래옷을 말한다. 기장은 가슴에서 복사뼈까지이며, 어깨에서 끈으로 여미어 입게 된다. 저고리는 길이가 30 cm 정도의 짧은 상의로서, 통소매, 동정, 가슴에 늘어뜨리는 옷고름으로 요약된다. 저고리는 보통 치마보다 엷은색이 사용되며, 이 두 벌의 짝맞춤으로 여성의 의상이 된다. 소재는 비단이 많다.
일본에선 조선학교 여학생이 치마저고리 교복을 입는 경우도 있다.

## 저고리
한복은 저고리가 짧고 치마가 긴 편이다. 그러나 이런 형태는 그리 오래된 것은 아니다. 조선 중기 1580년경 청주 한씨 덧저고리 길이는 무려 81센티미터나 되었으나, 1616년에는 63센티미터, 1700년대에도 42센티미터 정도로 허리를 덮었다. 그런데, 1780년경에는 27센티미터가 되더니 1890년에는 무려19.5센티미터, 급기야 1900년대에는 14.5센티미터까지 짧아져 젖가슴이 보일 정도로 노출이 심한 옷이 되었다. 너무 심하게 노출이 되자 여자들은 치마허리를 두르게 되었다.  1930년대부터는 26센티미터 정도로 다시 길어져 현재 모습으로 정착되었다.

## 신분 표시
조선시대에는 옷 색깔로 자신의 처지를 나타냈다. 결혼하지 않은 아가씨는 다홍치마, 노랑저고리를 입었고, 새색시는 다홍치마, 연두저고리를 입었다. 결혼한 부인은 남치마, 옥색저고리를 입었다. 저고리의 끝동(소매)이 남색이면 아들이 있다는 표시이고, 자주색 고름을 달면 남편이 아직 살아있다는 뜻이다. 왕가나 명문세도가는 금박무늬를 새길 수 있었는데, 임진왜란 이후에는 양반이 늘면서 금박이 일반화되었다.

## 구조

저고리 구조 1-동정, 2-깃, 3-끝동, 4-섶, 5-고름, 6-배래

동정이란 저고리 깃의 위에 덧대는 흰 헝겊이며 깃이 목선의 칼라를 말한다. 끝동이란 여자의 저고리 소맷부리에 댄 다른 색의 천을 말하며 섶이란 저고리의 양쪽이 만나 가슴 앞에 맞물리는 부분을 일컫는다. 배래는 소매가 아래로 오면서 부풀어져 있는 것을 일컫는 말로 물고기의 배가 볼록하게 나온 것을 의미하는 단어 뜻에서 유래했다.

## 같이 보기
- 한국 문화

## 참고 자료
- 라이프인코리아(lifeinkorea.com)
- 국립국어원 검색